# János Scitovszky
János Scitovszky  (né le 1er novembre 1786 à Béla en Hongrie, aujourd'hui en Slovaquie, et mort le 19 octobre 1866 à Esztergom) est un cardinal hongrois du XIXe siècle.

## Biographie

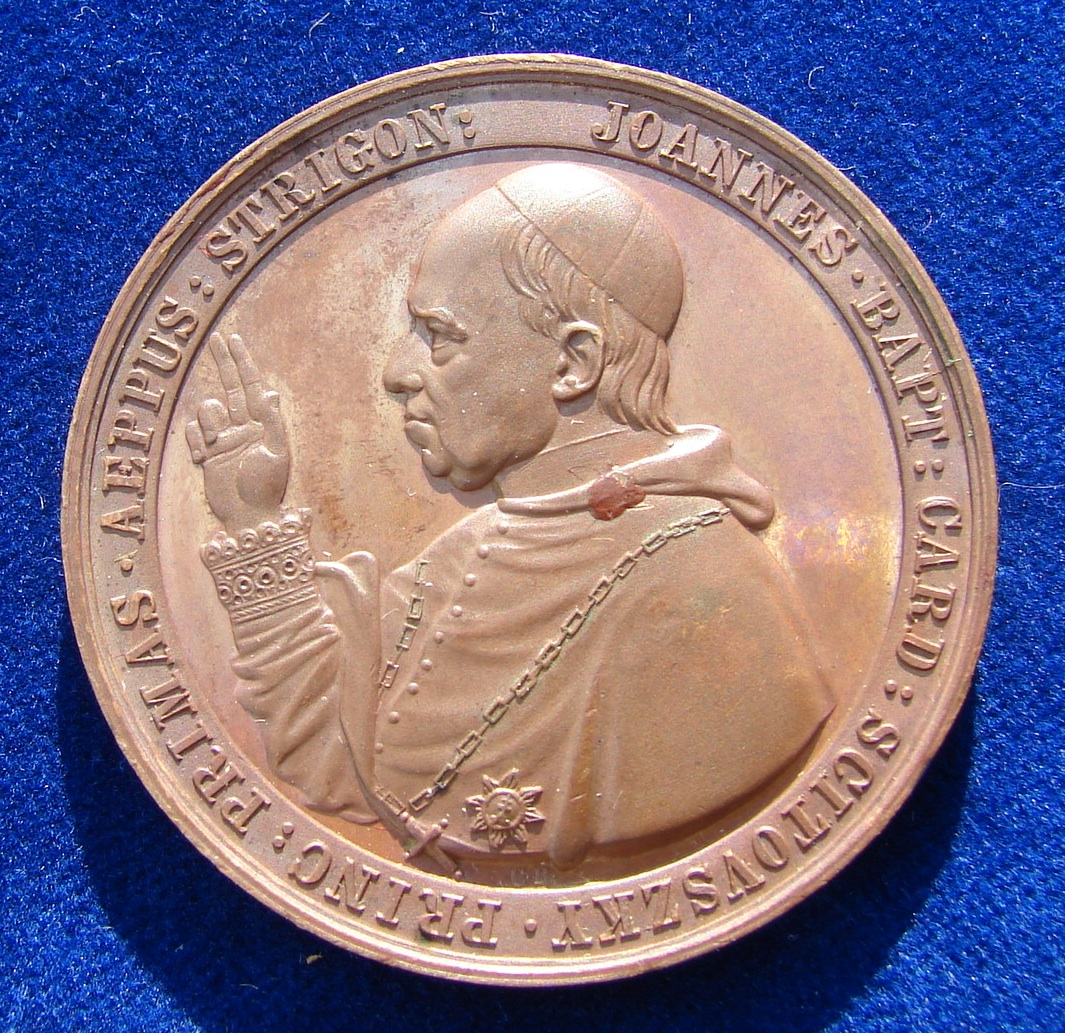
Avers de la médaille commémorative de 1859 pour le de l'ordination du cardinal Scitovszky.

Scitovszky est professeur et chanoine à Rozsnyó et à Iászoven. Il est élu évêque de Rozsnyó en 1828 puis de Pécs en 1839. Il est promu à l'archidiocèse d'Esztergom en 1849. Il est aussi administrateur apostolique de Pécs de 1849 à 1852. Le pape Pie IX le crée cardinal lors du consistoire du 7 mars 1853 au titre de S. Croce in Gerusalemme.

## Sources
- Fiche sur le site fiu.edu